# Caryocar villosum
Caryocar villosum är en tvåhjärtbladig växtart som först beskrevs av Jean Baptiste Christophe Fusée Aublet, och fick sitt nu gällande namn av Christiaan Hendrik Persoon. Caryocar villosum ingår i släktet Caryocar och familjen Caryocaraceae. Inga underarter finns listade i Catalogue of Life.

## Bildgalleri

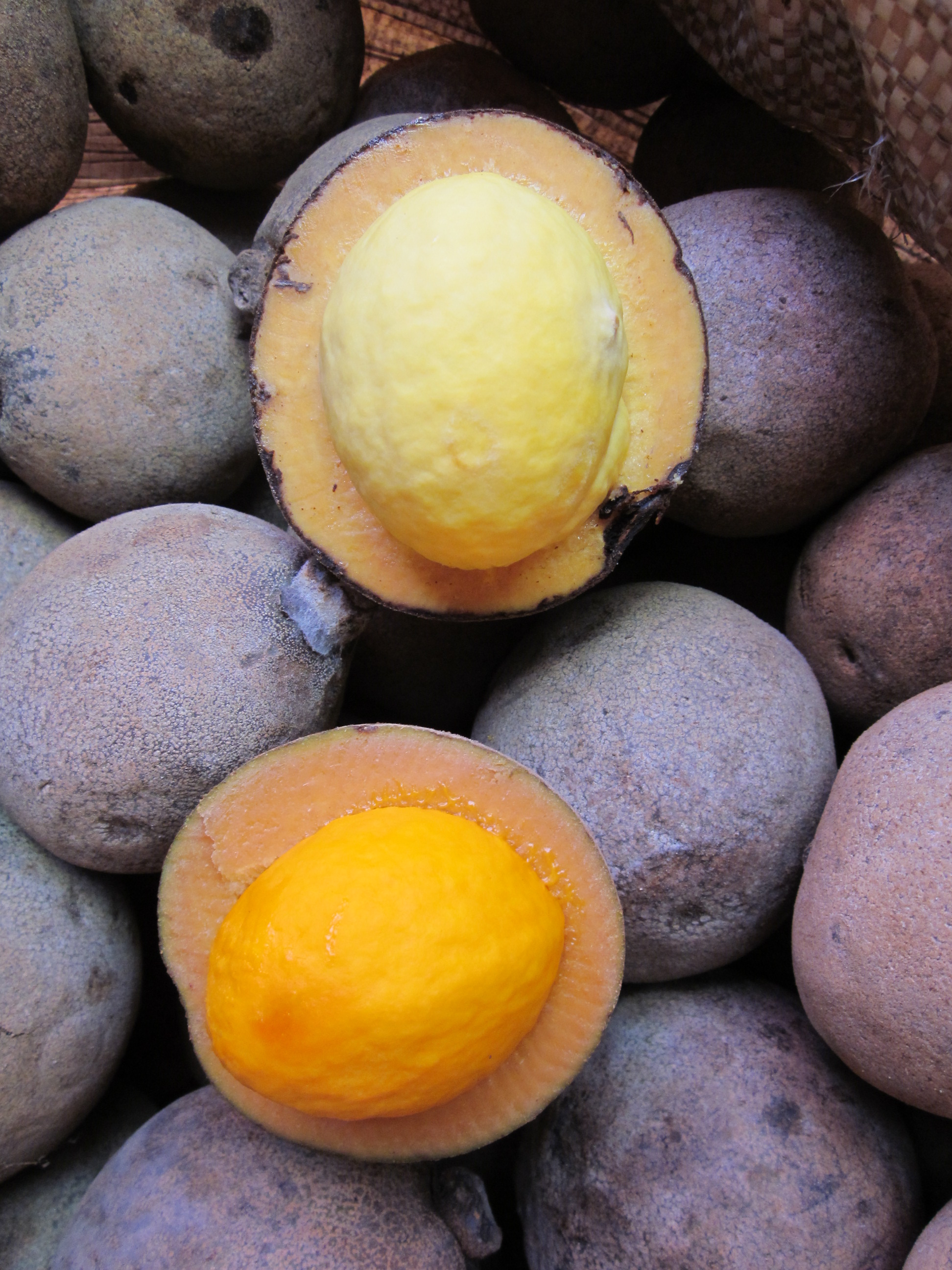